# 蛇ヶ谷川
蛇ヶ谷川（じゃがたにがわ）は、京都府南丹市園部町の埴生を流れる淀川4次支流の川である。

## 地理
埴生南部の山地・蛇ヶ谷から水を集めて北流、国道372号を越えてからは京都府道452号長谷八木線に沿って北西に流れ、本梅川左岸に流入する。園部町埴生藪ノ内・町田から園部町埴生末長・屋本までの0.26kmが準用河川の区間である。
水源である蛇ヶ谷では、急斜地の崩壊や土石流が見られ、崩壊土砂流出危険地、砂防指定地、土石流危険渓流箇所になっている。10基以上の砂防堰堤が設けられている。
流域の地質は古生層で、川底などの堆積岩の露出から化石やノジュールが見られる。
蛇ヶ谷川沿いにはトレッキングコースが整備されており、落差10mを超す蛇ヶ谷大滝をはじめとした大小の滝が連なっている。また、蛇ヶ谷と東側の清水谷の間にある尾根（標高274m）には埴生城跡があり、登山道が整備されている。

## 流域の村
南丹市
- 園部町
  - 西本梅地域
    - 埴生

## 主な橋梁
- 蛇ヶ谷橋

## 流域にある主な施設
- 埴生区公民館
- 埴生コミユニテイセンター
- 埴生郵便局

## 流域にある城跡
- 埴生城跡